# Saint-Pois
Saint-Pois is een gemeente in het Franse departement Manche in de regio Normandië en maakt deel uit van het arrondissement Avranches. De gemeente telde 462 inwoners op 1 januari 2022.

## Geschiedenis
Saint-Pois was de hoofdplaats van het gelijknamige kanton tot dit op 22 maart 2015 werd opgeheven en de gemeenten werden opgenomen in de kantons Isigny-le-Buat en Villedieu-les-Poêles. Saint-Pois werd opgenomen in dat laatste kanton.

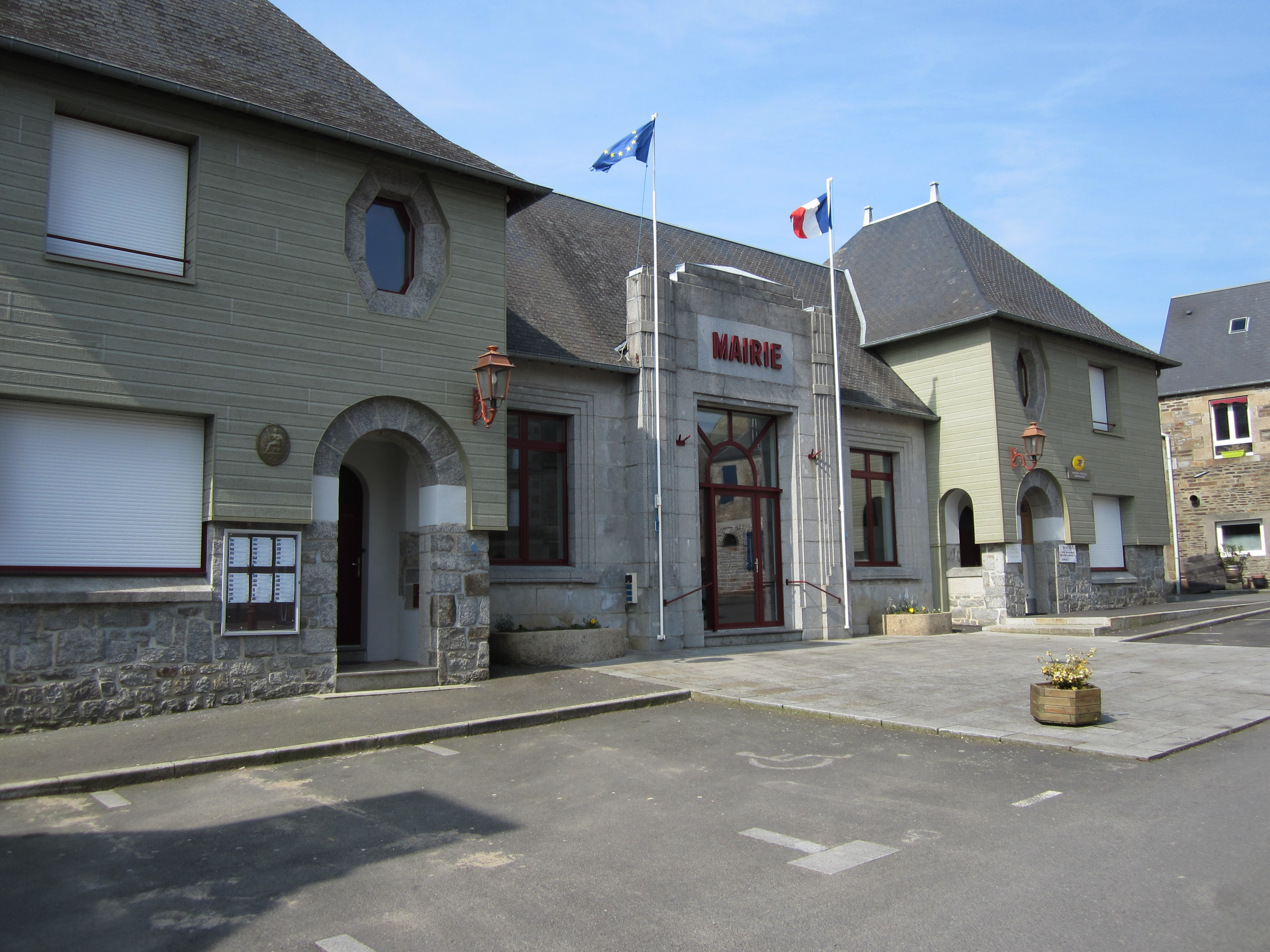
Gemeentehuis

## Geografie
De oppervlakte van Saint-Pois bedraagt 7,78 vierkante kilometer; Op 1 januari 2022 was de bevolkingsdichtheid 59,4 inwoners per km².
De onderstaande kaart toont de ligging van Saint-Pois met de belangrijkste infrastructuur en aangrenzende gemeenten.

## Demografie
Onderstaande figuur toont het verloop van het inwonertal.
Beslon · La Bloutière · Boisyvon · Bourguenolles · Champrepus · La Chapelle-Cécelin · Le Chefresne · Chérencé-le-Héron · La Colombe · Coulouvray-Boisbenâtre · Fleury · Le Guislain ·La Haye-Bellefond · La Lande-d'Airou · Margueray · Maupertuis · Montabot · Montbray · Morigny · Percy · Sainte-Cécile · Saint-Martin-le-Bouillant · Saint-Maur-des-Bois · Saint-Pois · Le Tanu · La Trinité · Villebaudon · Villedieu-les-Poêles-Rouffigny